# Fałszerstwo

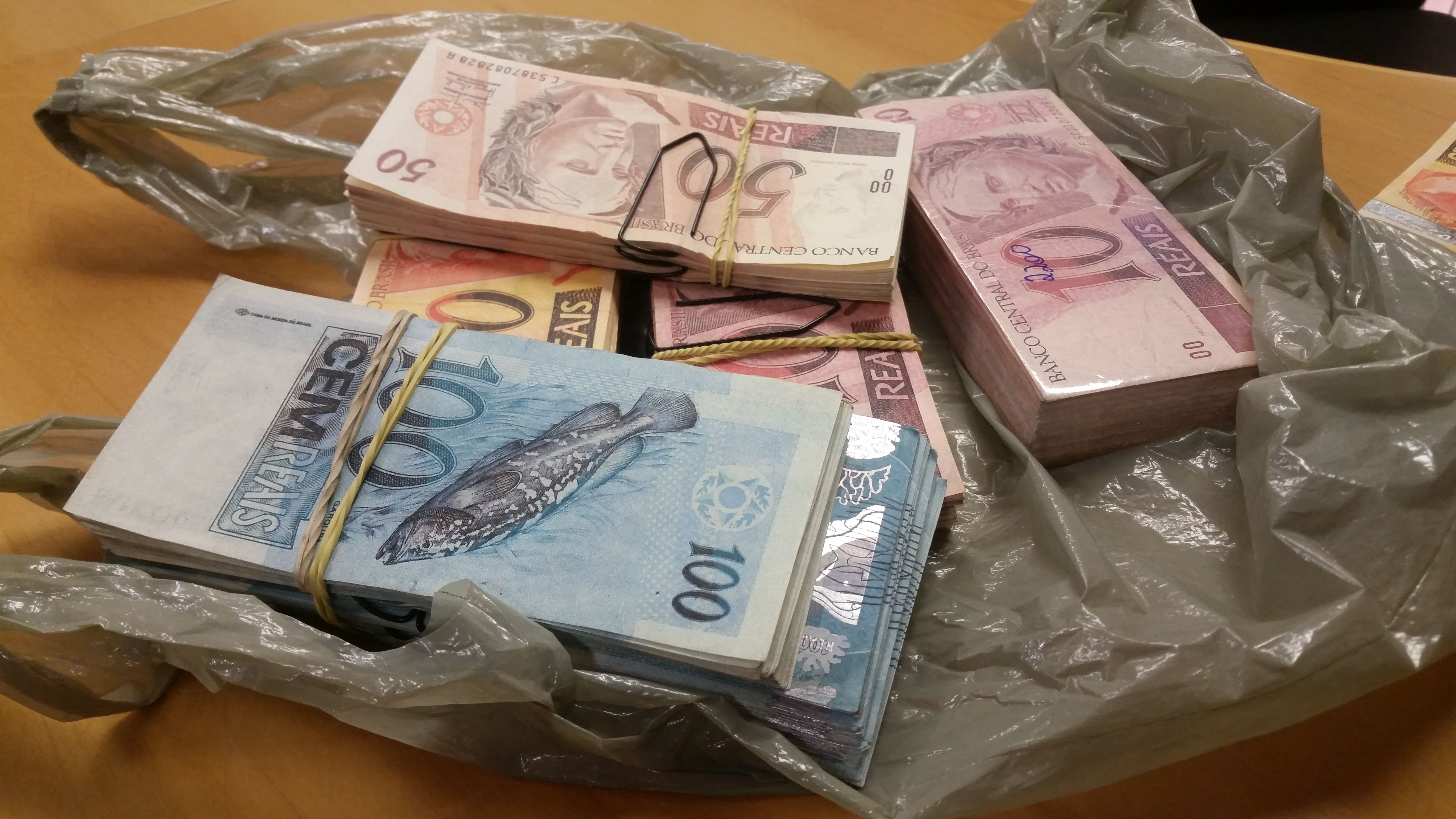
Fałszywe banknoty

Fałszerstwo – proces podrabiania (imitowania) lub przerabiania (adaptowania) przedmiotów jak np. dokumentów, znaków pieniężnych, papierów wartościowych, dzieł sztuki, znalezisk archeologicznych itp., celem użycia ich jako autentycznych, wprowadzenia w błąd, oszustwa, dezinformacji, przedstawienia czegoś niezgodnie z prawdą.

## Sławni fałszerze
- Han van Meegeren
- Przybysław Dyjamentowski
- Józef Majnert
- Frank Abagnale